# Monte Gevers
Il Monte Gevers (in lingua inglese: Mount Gevers) è un picco roccioso antartico che si innalza fino a circa 1.480 m, situata a nord del  Ghiacciaio Cappellari nel punto in cui esso confluisce nel Ghiacciaio Amundsen. È compreso nelle Hays Mountains, catena montuosa che fa parte dei Monti della Regina Maud, in Antartide. 
Il monte fu mappato nel 1960-64 dalla United States Geological Survey (USGS ) sulla base di ispezioni in loco e utilizzando le fotografie aeree scattate dalla United States Navy. La denominazione è stata assegnata dall'Advisory Committee on Antarctic Names (US-ACAN) in onore del geologo sudafricano Traugott Wilhelm Gevers (1900–1991), professore all'Università del Witwatersrand (Johannesburg), che aveva lavorato presso la Stazione McMurdo nel 1964-65.